# Dolní Domaslavice
Dolní Domaslavice (polnisch Domasłowice Dolne, deutsch Nieder Domaslowitz) ist eine Gemeinde in Tschechien. Sie liegt neun Kilometer südöstlich von Havířov und gehört zum Okres Frýdek-Místek.

## Geographie
Dolní Domaslavice befindet sich im Beskidenvorland am südöstlichen Ufer des Stausees Žermanice. Bis 1955 lag das Dorf einen Kilometer westlich im Tal der Lučina.
Nachbarorte sind Zelené Město und Rozsudek im Norden, Vrazidlo, Záluží und Hradiště im Nordosten, Zavadovice, Třanovice und Mušalec im Osten, Fifejdy und Horní Tošanovice im Südosten, Dolní Tošanovice und Vidíkov im Süden, Horní Domaslavice im Südwesten, Kocurovice und Lučina im Westen sowie Soběšovice im Nordwesten.

## Geschichte
Nach alten Überlieferungen soll das Dorf Domaslovice in der ersten Hälfte des 13. Jahrhunderts durch den schlesischen Fürsten Domaslav gegründet worden sein. Erste schriftliche Nachrichten über den Ort item in Domaslawitz utroque stammen aus dem um 1305 abgefassten Zehntverzeichnis des Bistums Breslau (Liber fundationis episcopatus Vratislaviensis). Die Pfarrei Domaslowicz im Teschener Dekanat wurde im Peterspfennigregister des Jahres 1447 erwähnt.
Über den Erbhof Schobergarten wird bereits im Zuge eines Verkaufs von 1250 berichtet. Das Dorf lag an der Salzstraße, die von Polen nach Mähren führte. Bis ins 15. Jahrhundert war der Ort Sitz der Vladiken von Domaslovice. Danach wechselten sich verschiedene schlesische Adelsgeschlechter als Besitzer der Grundherrschaft ab. Im 16. Jahrhundert erwarben die Tluk von Toschanowitz Nieder Domaslowitz und 1603 kaufte Anna Marklovský von Žebrák das Gut. Seit 1604 ist Volovec nachweisbar. 1619 bestand Nieder Domaslowitz aus 38 Anwesen. Zum Ende des 17. Jahrhunderts wurde Václav Pelhřim von Třánkovice (Pelchrzim von Trzankowitz) Besitzer des Gutes. Seine Söhne teilten den Besitz in Nieder und Mittel Doslawitz sowie Francisovice (Frančesky). 1718 erwarb Rudolf Skrbenský von Hříště Nieder Domaslowitz und Karl Wilhelm Lhotský Mittel Domaslowitz. Von 1731 bis 1735 besaß Jean Philippe Graf Saint Genois d Aneaucourt Nieder Domaslowitz. Ihm folgte Anton Wenzel Herzan von Harras, der auch die Güter Mittel Domaslowitz und Wollowitz erwarb und mit Nieder Domaslowitz vereinte. Zwischen 1739 und 1745 wurde in der Dorfmitte an der Stelle der alten Kirche die Pfarrkirche Jakobus des Älteren errichtet. 1756 kaufte der Ritter Janušovský von Vyšehrad die Güter von Joachim Katařinský. 1773 brannte das Pfarrhaus mit dem Pfarrarchiv ab. Dessen Söhne Karl und Georg ließen zwischen 1804 und 1807 das Schloss errichten. 1836 verkaufte Georg Janušovský Nieder Domaslowitz an František Knězek.
Im Jahr 1679 stellte die bischöfliche Visitation von Breslau fest, dass die Mährische Sprache (concio Moravica, siehe auch Lachische Sprache) in der Pfarrei gesprochen wurde, dagegen im Jahr 1847 die Tschechische Sprache.
1850 entstand die politische Gemeinde Domaslovice / Domaschlowitz im Bezirk Teschen. Diese wurde am 21. Juni 1864 in zwei selbstständige Gemeinden – Ober und Nieder Domaschlowitz – aufgeteilt. Die Grenze zwischen beiden Orten verlief unter der Kirche, die noch zur Ober Domaslowitzer Flur gehörte. Seit der Mitte des 19. Jahrhunderts wechselten die Schlossherren häufig. 1903 kaufte eine jüdische Aktiengesellschaft das Gut und ließ es parzellieren. Neben der zum Schlossgut gehörigen Brennerei befand sich weiter unterhalb noch eine zweite Branntweinbrennerei.
Seit 1921 gehörte Dolní Domaslovice zum Bezirk Český Těšín. Im Jahre 1926 erfolgte die Änderung des Gemeindenamens in Dolní Domaslavice. 1938 wurde das im Westen des Olsagebiets gelegene Dorf unter dem Namen Domasłowice Dolne an Polen angeschlossen. Nach der deutschen Besetzung wurde Nieder Domaslowitz 1939 zunächst dem Bezirk Friedeck im Protektorat Böhmen und Mähren und ein Jahr später dem deutschen Landkreis Teschen zugeordnet. Nach dem Zweiten Weltkrieg kam Dolní Domaslavice zur Tschechoslowakei zurück und wurde 1949 Teil des Okres Místek.
1948 wurde der Gutsbesitzer Jan Slanina, dessen Familie das Gut seit 1912 besaß, enteignet. In den 1950er Jahren entstand nördlich der Gemeinde der Stausee Žermanice. Im Zuge des Talsperrenbaus wurde Dolní Domaslavice, wie auch das sich nördlich anschließende Dorf Dolní Soběšovice, aufgegeben und östlich über dem Tal neu angelegt. 1955 erfolgte eine Neufestlegung des Gemeindegebiets, dabei wurden die linksseitig der Lučina befindlichen Fluren einschließlich der Ortsteile Kocurovice und Frančesky der neuen Gemeinde Lučina zugeordnet. 1957 versank das alte Dolní Domaslavice unter dem Wasserspiegel der Talsperre Žermanice.
Ab 1961 gehörte die Gemeinde zum Okres Frýdek-Místek. Zwischen 1985 und 1990 war Dolní Domaslavice als nach Lučina eingemeindet. Seit 1996 führt die Gemeinde ein Wappen und Banner.

## Gemeindegliederung
Für die Gemeinde Dolní Domaslavice sind keine Ortsteile ausgewiesen. Zu Dolní Domaslovice gehören die Ansiedlungen Volovec (Wollowetz) und Zavadovice.

## Sehenswürdigkeiten
- evangelische Kapelle auf den Friedhof, geweiht 1989